# Río Ropotamo
El río Ropotamo (en búlgaro: Ропотамо, palabra de la Antigua Grecia que significa «río fronterizo») es un río relativamente corto del sureste de Bulgaria. 

## Curso
Se toma su origen en las montañas de Strandzha, recorriendo 48,5 kilómetros hasta desembocar en el mar Negro, entre las localidades de Dyuni y Primorsko.
El río se nota con más frecuencia en sus 30 metros de ancho, la boca que es el hogar de una gran cantidad de especies de flora, más de 100 de los cuales en peligro de extinción en el país. La sección inferior de la Ropotamo es una reserva natural y un área protegida desde 1940. El Ropotamo inferior es una popular atracción turística debido a los lirios de agua y las formaciones rocosas sobre el río, en algunos de los cuales hay nidos de águilas cola blanca.

## Honor
Se llama así en honor del glaciar Ropotamo en la isla Livingston, en las Islas Shetland del Sur, Antártida.